# Cladocarpus millardae
Cladocarpus millardae is een hydroïdpoliep uit de familie Aglaopheniidae. De poliep komt uit het geslacht Cladocarpus. Cladocarpus millardae werd in 1966 voor het eerst wetenschappelijk beschreven door Willem Vervoort. 